# René Schillemann
René Schillemann (* 5. Januar 1908 in Mülhausen; † 6. November 1947 ebenda) war ein französischer Fußballspieler.

## Karriere
Der Mittelfeldspieler Schillemann begann das Fußballspielen in seiner elsässischen Heimat und lief während der Saison 1932/33 im Trikot des CA Mulhouse auf. Im Sommer 1933 wurde er vom Erstligisten Olympique Marseille verpflichtet, was dem Sprung in den Profifußball gleichkam. Am 3. September 1933 gab der damals 25-Jährige bei einem 4:0-Sieg gegen den OGC Nizza sein Debüt in der höchsten französischen Spielklasse. Anschließend wurde gelegentlich auf ihn zurückgegriffen, doch er besaß keinen festen Stammplatz.
Im April 1934 war der Spieler an einem 1:0 gegen den RC Roubaix beteiligt, das den Einzug ins nationale Pokalfinale 1934 sicherte. Eigentlich war er nicht als Teil der Endspielelf vorgesehen, rückte dann aber doch noch an Stelle von Riahi Rabih in die Mannschaft auf. In der Begegnung traf Marseille auf den FC Sète und war diesem mit 1:2 unterlegen, womit Schillemann an einem möglichen Gewinn der Trophäe scheiterte. Im Anschluss an das Finale verließ er Marseille nach einem Jahr mit acht Erstligapartien ohne eigenen Torerfolg wieder und fand im Zweitligisten SM Caen einen neuen Arbeitgeber. Für diesen spielte er bis 1938. Der frühere Profi starb 1947 im Alter von 39 Jahren in seiner Heimatstadt Mülhausen.